# Tammy Baldwin
Tammy Suzanne Green Baldwin (Madison, 11 febbraio 1962) è una politica e avvocatessa statunitense, attuale senatrice per lo stato del Wisconsin dal 2013 e in precedenza membro della Camera dei Rappresentanti per lo stesso stato dal 1999 al 2013.

## Biografia
La Baldwin si laureò in legge all'Università del Wisconsin-Madison ed esercitò la professione di avvocato per alcuni anni. Successivamente si interessò attivamente alla politica e aderì al Partito Democratico, venendo eletta poco dopo all'Assemblea di Stato del Wisconsin. Dopo tre mandati nella legislatura statale, la Baldwin si candidò alla Camera dei Rappresentanti e vinse le elezioni, succedendo al collega repubblicano Scott Klug. La Baldwin divenne così la prima donna ad essere eletta al Congresso dallo stato del Wisconsin, oltre che la prima lesbica dichiarata.
Negli anni successivi venne riconfermata dagli elettori per altri sei mandati da deputata, fino a quando nel 2012 annunciò la sua candidatura per il Senato. La Baldwin si aggiudicò le primarie senza avversari e nelle generali affrontò il repubblicano Tommy Thompson, che era stato Segretario della Salute e dei Servizi Umani sotto la presidenza Bush. La Baldwin riuscì a sconfiggere Thompson con un margine di circa 200.000 voti e divenne quindi la prima lesbica ad essere eletta senatrice. Tammy Baldwin è una democratica molto liberale e fa parte del Congressional Progressive Caucus.